# Помпоний Викторин
Помпоний Виктори(а)н (лат. Pomponius Victori(a)nus) — римский политический деятель второй половины III века.

## Биография
Помпоний Викториан был префектом города Рима в 282 году. В том же году Викторин занимал должность ординарного консула с императором Пробом. Этого человека можно отождествить с неким Викторином, который нанес поражение узурпатору Луцию Септимию. 
Есть предположение, что Викторин был только консулом в 282 году, а префектом Рима был Помпоний Викториан.